# Helia caliginosa
Helia caliginosa är en fjärilsart som beskrevs av Walker 1865. Helia caliginosa ingår i släktet Helia och familjen nattflyn. Inga underarter finns listade i Catalogue of Life.